# Hernán Arsenio Pérez González
Per a la localitat espanyola, vegeu Hernán-Pérez.

Hernán Arsenio Pérez González (Fernando de la Mora, Paraguai, el 25 de febrer de 1989) és un futbolista professional paraguaià que actualment juga a les files de l'Al Ahli SC. També és jugador de la selecció paraguaiana.

## Trajectòria

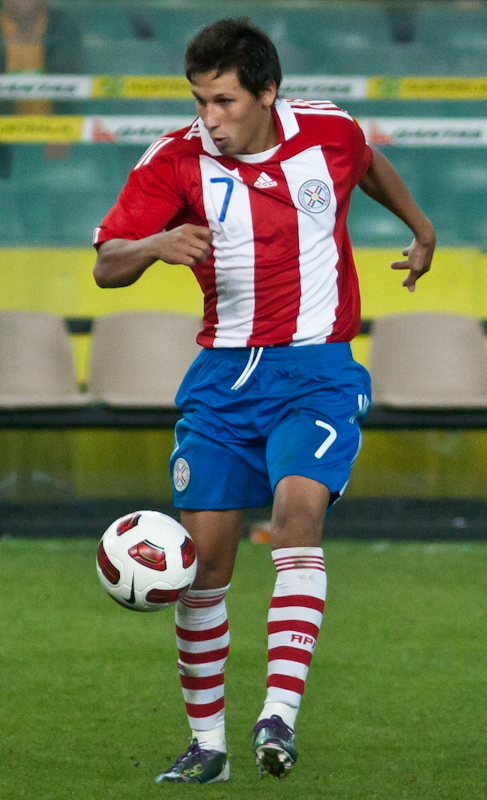
Pérez, jugant amb la selecció paraguaiana.

### Real Valladolid CF
Amb la falta de minuts en el seu retorn al Vila-real CF el jugador va marxar cedit novament. Així, durant el mercat d'hivern de la temporada 2014-15, es va oficialitzar la seua cessió al Real Valladolid.

### RCD Espanyol
L'estiu del 2015 es fa fer oficial el seu fitxatge per l'Espanyol. El jugador va signar un contracte per quatre temporades.